# Стівен Куффлер
Стівен Вільям Куффлер (* 24 серпня 1913 — †11 жовтня 1980) — видатний угорсько-американський вчений нейрофізіолог.
Його часто іменують «батьком сучасної нейробіології». Він заснував відділ нейробіології у Гарвардському університеті в 1966 році. Стівен зробив значний внесок для сучасного розуміння зору, нейрокодування і нейрональних основ поведінки. Він відомий також завдяки роботам по дослідженню нейром'язових з'єднань у жаб, пресинаптичному інгібуванні і вивченню ролі нейротрансмітеру ГАМК. В 1950 році Стівен Куффлер вперше зареєстрував реакції гангліозних клітин сітківки на світлові плями у кішки, поклавши таким чином початок дослідженню рецептивних полів нейронів сітківки і механізмів обробки зорової інформації загалом.

## Відзнаки і нагороди
Стівен Куффлер був широко відомий як оригінальний і творчий нейробіолог. В 1972 році він отримав премію Луїзи Гросс Хоровіц від Колумбійського університету. Стівен був обраний до Національної Академії Наук США в 1964 і до Лондонського королівського товариства як закордонний член в 1971 році.
Детальний і авторитетний огляд внеску Стівена Куффлера в нейробіологію і опис його життя загалом зробив Бернард Кац.

## Зовнішні посилання
- Офіційний сайт премії Луїзи Ґросс Хоровіц